# Podiceps andinus
Podiceps andinus là một loài chim trong họ Podicipedidae.